# Scybalista acutalis
Scybalista acutalis là một loài bướm đêm trong họ Crambidae.